# Embalse de Gotvand
El embalse de Gotvand o Upper Gottvand (en persa سد گتوند) se encuentra en el río Karun, a 12 km al nordeste de la localidad de Gotvand, en la provincia de Juzestán, en Irán.
La presa se construyó entre 2004 y en 2012 como presa de materiales sueltos, hecha de rocas y tierras sueltas sin cementar, de ahí que su anchura por la parte inferior supere el kilómetro, aunque en la cresta tenga solo 15 m de anchura. Posee cuatro canales de desagüe, realizados de hormigón, con una capacidad de 17.500 m³/s. Las puertas tienen 15 x 17 m de anchura.
Los estudios preliminares empezaron en la década de 1960 y por fin en 2003 se desvió el río para construir la presa, que empezó a rellenarse en 2011 después de una ceremonia presidida por el presidente iraní Mahmud Ahmadineyad, quien se presentó de nuevo en 2013 para la inauguración de la primera fase de la central hidroeléctrica, que tiene una potencia de 1000 MW. Se espera que en 2015 se termine la segunda fase, que añadiría otros 1000 MW y la convertiría en una de las más potentes del mundo construidas de tierra.
Recibe el nombre de Upper Gotvand (Alto Gotvand) porque hay otra presa río abajo, Lower Gotvand (Bajo Gotvand), de 22 m de altura, localizada en 32°16′32.51″N 48°50′8.52″E / 32.2756972, 48.8357000 construida entre 1975 y 1977 con el fin de aprovechar el río mediante dos canales que se abren a ambos lados de la presa para regar una extensión de 42.000 hectáreas en torno a Gotvand.